# 4月17日
4月17日是阳历年的第107天（闰年是108天），离一年的结束还有258天。

## 大事记

### 19世紀以前
- 1080年：克努特四世在其兄哈拉爾三世逝世後成為丹麥國王。
- 1492年：西班牙天主教雙王和探險家克里斯多福·哥倫布簽署資助探險的《聖塔菲協議》。
- 1521年：神聖羅馬皇帝查理五世傳喚馬丁·路德出席沃爾姆斯議會，要求後者說明其觀點。
- 1783年：由沃爾夫岡·馮·肯佩倫設計、由隱藏的人類秘密控制的欺詐性下棋「機器」——土耳其行棋傀儡開始歐洲之旅。
- 1797年：威尼斯共和國維洛納爆發反對法蘭西共和國軍隊的反抗行動，但最終失敗。

### 19世紀
- 1888年：英格兰足球协会创立英格兰足球联赛，成为世界上最早的职业足球联赛。
- 1895年：清朝代表李鸿章和大日本帝国代表伊藤博文在下关市签订《马关条约》，甲午战争结束。
- 1897年：奥罗拉不明飞行物体坠毁事件

### 20世紀
- 1912年：在西伯利亚东北部勒拿河附近的沙俄军队开枪镇压罢工金矿工人，史称勒拿河大屠杀。
- 1941年：第二次世界大战：南斯拉夫王国向纳粹德国投降。
- 1946年：叙利亚从法国控制中独立。
- 1951年：主要位於英格蘭德比郡的峰區正式劃為國家公園，這也是英國第一座國家公園。
- 1953年：中央人民政府政务院发出《关于劝阻农民盲目流入城市的指示》，不允许城市随便到农村招工。
- 1955年：上海港务局民主三号轮触礁沉没，約1,300人落水[1]。
- 1956年：随着苏共二十大对斯大林的批判以及苏共新领导人赫鲁晓夫积极修补与南斯拉夫的关系，共產党和工人党情報局解散。
- 1961年：流亡美国的古巴第2506旅在猪猡湾发动入侵行动，试图推翻斐代尔·卡斯楚政府。
- 1963年：埃及、敘利亞和伊拉克三國簽署協定，宣布合組聯邦國家。
- 1964年：中華民國外交部發表聲明，與非洲剛果斷交。
- 1969年：古斯塔夫·胡萨克接替亚历山大·杜布切克担任捷克斯洛伐克共产党第一书记，布拉格之春结束。
- 1973年：由弗雷德里克·W·史密斯所创办的联邦快递在总部迁往田纳西州后，开始为25个城市提供递送包裹的服务。
- 1973年：喬治·盧卡斯開始撰寫一份13頁的電影前期綱要（英语：Film treatment），該劇本後來成為《星際大戰》的基礎。
- 1975年：紅色高棉攻陷高棉共和國首都金邊，結束柬埔寨內戰，建立民主柬埔寨的社會主義國家。
- 1980年：非洲國家辛巴威獨立。
- 1980年：國際貨幣基金組織恢復中華人民共和國代表權。
- 1984年：倫敦警察廳警官伊馮·弗萊切爾在利比亞駐倫敦大使館外的抗議活動中被槍殺，導致警方對該建築進行長達11天的圍困，利比亞與英國的關係（英语：Libya–United Kingdom relations）破裂。
- 1989年：中国大陆數萬學生在天安門廣場集會靜坐，提出民主改革及為胡耀邦平反等七項要求。
- 1989年：中華台北體操隊抵達北京，成為自1949年以來第一支到中國大陸比賽的台灣體育隊伍。
- 1997年：南韓兩位前總統全斗煥、盧泰愚被判刑。

### 21世紀
- 2002年：美國兩部F-16戰機在阿富汗误击了四名加拿大步兵。
- 2012年：东帝汶前国防军司令陶尔·马坦·鲁阿克在4月16日举行的东帝汶总统选举第二轮投票中获胜，将成为新一任东帝汶总统。
- 2014年：美國國家航空暨太空總署宣布發現克卜勒186f，這是在另一顆恆星的適居帶發現的第一顆半徑與地球相似的太陽系外行星。
- 2018年：朝鮮民主主義人民共和國國務委員會委員長金正恩與大韓民國總統文在寅在板門店大韓民國一方的和平之家舉行的第三次朝韩首脑会晤。
- 2019年：葡萄牙馬德拉島一架載著德國遊客的旅遊巴失事翻側導致29人死亡，28人受傷。[2]
- 2021年：英國菲利普親王的葬禮於溫莎城堡聖喬治禮拜堂舉行。

## 出生
- 1598年：喬瓦尼·巴蒂斯塔·里喬利，義大利天文學家、耶穌會天主教神父（1671年逝世）
- 1608年：金圣叹，清初小说戏剧评论家（1661年逝世）
- 1697年：愛新覺羅弘暉，清雍正帝嫡長子（1704年逝世）
- 1734年：達信大帝鄭昭，暹羅國王（1782年逝世）
- 1799年：伊麗莎·阿克頓，英國美食作家、詩人（1859年逝世）
- 1814年：約瑟夫·潘契奇，塞爾維亞植物學家（1888年逝世）
- 1820年：亞歷山大·卡特來特，美國銀行家，最早的棒球規則制定人（1892年逝世）
- 1837年：約翰·皮爾龐特·摩根，美國金融家、銀行家（1913年逝世）
- 1854年：保羅·馮·倫寧坎普，波羅的海德意志貴族、政治人物，俄羅斯帝國陸軍將領（1913年逝世）
- 1882年：阿图尔·施纳贝尔，奥地利钢琴家、作曲家（1951年逝世）
- 1885年：凱倫·白烈森，丹麥作家，多次提名諾貝爾文學獎（1962年逝世）
- 1894年：尼基塔·赫魯雪夫，冷戰期間蘇聯的主要領導人（1971年逝世）
- 1897年：桑頓·懷爾德，美國小說家、劇作家（1975年逝世）
- 1916年：西麗瑪沃·班達拉奈克，斯里蘭卡政治人物，前任斯里蘭卡總理（2000年逝世）
- 1917年：南村侑廣，日本棒球運動員（1990年逝世）
- 1918年：威廉·荷頓，美國演員（1981年逝世）
- 1919年：奧斯瓦爾多·多爾蒂科斯·托拉多，古巴政治人物、古巴總統（1983年逝世）
- 1923年：林賽·安德森，英國電影導演（1994年逝世）
- 1925年：華樂庭，前香港民政署署長、前立法局官守議員（2013年逝世）
- 1927年：錢德拉·謝卡爾，印度政治人物，第8任印度总理（2007年逝世）
- 1931年：瀧口順平，日本男性聲優（2011年逝世）
- 1932年：陳淑靜，臺灣教育家（2023年逝世）
- 1941年：艾斯蒙·布萊德利·馬丁，美國自然保育人士[3]（2018年逝世）
- 1942年：大衛·布拉德利，英國演員
- 1946年：喬治斯·克勒，德國生物學家（1995年逝世）
- 1947年：若松勉，日本棒球運動員
- 1949年：羅納德·M·埃文斯，美國生物學家
- 1951年：伯耶·薩爾明，瑞典職業冰球運動員（2022年逝世）
- 1951年：，英國女演員（2024年逝世）
- 1954年：羅迪·派珀，加拿大職業摔角手（2015年逝世）
- 1956年：張明傑，中國政治人物
- 1957年：尼克·宏比，英國作家
- 1959年：肖恩·賓，英國演員
- 1962年：南希·霍格斯黑德-馬卡爾，美國游泳運動員
- 1964年：明貴美加，日本動畫機械設定師
- 1965年：黑田崇矢，日本男性聲優、演員
- 1966年：梅小惠，香港演員
- 1967年：楊寶玲，香港女藝人
- 1967年：Golgo松本，日本搞笑藝人
- 1967年：亨利·伊安·庫斯克，秘魯演員
- 1968年：埃里克·拉馬茲，加拿大男子馬術運動員
- 1972年：賴莎·奧法里爾，古巴女子排球運動員（2023年逝世）
- 1972年：珍妮佛·嘉納，美國女演員
- 1974年：劉國棟，中國男子乒乓球運動員
- 1974年：維多利亞·貝克漢，英國女歌手
- 1977年：玉城千春，日本女歌手
- 1978年：山口智，日本足球運動員
- 1979年：阿朵，中國女歌手
- 1980年：鄭東河，韓國男歌手
- 1980年：尼古拉斯·達格斯托，美國演員
- 1982年：丁噹，中國女歌手
- 1982年：鍾欣怡，台灣演員
- 1982年：李準基，韓國男演員
- 1982年：林延鳳，台灣政治人物
- 1982年：李施昤，韓國女演員、前拳擊手
- 1983年：尼格買提·熱合曼，中國中央電視台主持人
- 1984年：史蒂文·普魯特，美國維基人，英語維基百科編輯次數最多的編者
- 1984年：陳佩思，香港女藝人、模特兒
- 1985年：陳俊甫，台灣男藝人（2024年逝世）
- 1985年：鲁妮·玛拉，美國演員
- 1985年：盧克·米切爾，澳洲演員
- 1986年：鄭愷，中國演員
- 1986年：羅曼·格羅斯讓，法國一級方程式賽車車手
- 1987年：佐野菜見，日本漫畫家（2023年逝世）
- 1987年：金城宗幸，日本漫畫家
- 1987年：楊斯雅，香港生意人及前女藝人
- 1988年：森田貴寬，日本乐队ONE OK ROCK主唱
- 1990年：雷千瑩，臺灣女子射箭運動員
- 1992年：陳冠齊，臺灣摄影師，太陽花學運、環境保育、性別平等運動人物（2017年逝世）
- 1992年：宮國椋丞，日本棒球運動員
- 1992年：趙珍虎，韓國男子偶像團體PENTAGON成員
- 1993年：重信慎之介，日本棒球運動員
- 1993年：雷斯·英博登，美國男子擊劍運動員
- 1994年：朱星傑，中國男歌手
- 1994年：梁洪碩，韓國男子偶像團體PENTAGON成員
- 1995年：直田姬奈，日本女性聲優
- 1995年：相良茉優，日本女性聲優
- 1995年：丁輝人，韓國女子偶像團體MAMAMOO成員
- 1995年：安孝燮，韓裔加拿大男演員
- 1995年：菲比·迪尼弗，英國女演員
- 1996年：黃曉晴，澳門女演員
- 1998年：蘇帕蓬·尤多坎扎納，泰國男演員、歌手
- 2001年：申留眞，韓國女子偶像團體ITZY成員
- 2001年：古子成，中國男演員
- 2003年：川崎櫻，日本女子偶像團體乃木坂46成員
- 2003年：白知憲，韓國女子偶像團體fromis 9成員
- 2005年：安東尼奧·努薩，挪威職業足球運動員
- 2006年：Asa，韓國女子偶像團體BABYMONSTER成員
- 生年不詳：村井雄治，日本男性聲優

## 逝世
- 647年：煬愍皇后蕭氏，隋炀帝皇后。梁朝昭明太子萧统曾孙女，父西梁孝明帝蕭巋，母張皇后。（567年出生）
- 1790年：本杰明·富兰克林，美國政治家、科学家。（1706年出生）
- 1863年：約翰·科爾本，英國陸軍軍官，第一代西頓男爵。（1778年出生）
- 1925年：黃飛鴻，中國武術家。（1847年出生）
- 1954年：台灣白色恐怖受難者，包括：
  - 樂信·瓦旦，台灣醫師、原住民政治人物。（1899年出生）
  - 高一生，台灣教師、原住民意見領袖。（1908年出生）
  - 湯守仁，台灣教師、原住民意見領袖。（1924年出生）
- 1954年：盧克雷奇·帕特拉什卡努，羅馬尼亞律師、社會學家、經濟學家、政治人物，羅馬尼亞共產黨領導人。（1900年出生）
- 1971年：林子豐，香港教育家及銀行家。（1892年出生）
- 1973年：枚壽傳，越南共和國政治人物、佛教居士。（1905年出生）
- 1975年：萨瓦帕利·拉达克里希南，印度哲學家、政治人物，第2任印度總統。（1888年出生）
- 1976年：亨利克·達姆，丹麥生物化學家、生理學家，1943年諾貝爾生理學或醫學獎得主。（1895年出生）
- 1990年：拉爾夫·阿伯內西，非裔美國人民權運動領袖。（1926年出生）
- 1998年：琳達·麥卡特尼，美國音樂家、攝影師、動物權利活動家。（1941年出生）
- 2000年：梅愛芳，香港女歌手、演員，已故香港巨星梅艷芳的姐姐。（1959年出生）
- 2008年：伍晃榮，香港資深體育新聞工作者。（1940年出生）
- 2013年：陳僖儀，香港歌手。（1987年出生）
- 2014年：加夫列爾·賈西亞·馬奎斯，作家、記者和社會活動家，拉丁美洲魔幻現實主義文學的代表人物，1982年諾貝爾文學獎得主[4]。（1927年出生）
- 2014年：卡巴星，马来西亚资深国会议员及大律师。（1940年出生）
- 2018年：崔銀姬，南韓女演員，曾在七十年代与前夫申相玉先后被綁架至朝鲜拍電影，1986年於奧地利逃到美國大使館尋求政治庇護。（1926年出生）
- 2019年：小池一夫（日语：小池一夫），日本漫画家、小说家、脚本家，曾参与《骷髅13》的初期创作。（1936年出生）
- 2021年：海絲特·福特，美國超級人瑞。（1905年出生）
- 2021年：海伦·麦克洛瑞，英国演员。（1968年出生）
- 2022年：拉杜·鲁普，罗马尼亚钢琴家。（1945年出生）
- 2024年：佐瑟古律，馬來西亞政治人物。（1944年出生）
- 2025年：許連捷，中國政治人物。（1953年出生）

## 节假日和习俗
- 世界血友病日
- 馬爾貝克世界日（英语：Malbec World Day）
- 叙利亚：撤離日（英语：Evacuation Day (Syria)）
- 美属萨摩亚：旗幟日